# Горяне
Вижте пояснителната страница за други значения на Горяни.
Горяне или Горяни (на македонска литературна норма: Горјане; на албански: Gorjani) е село в Община Врабчище, Северна Македония.

## География
Селото е разположено северно от Гостивар в източното подножие на планината Шар.

## История
В края на XIX век Горяне е преобладаващо албанско село в Тетовска каза на Османската империя. Според статистиката на Васил Кънчов („Македония. Етнография и статистика“) в 1900 година Горяни има 44 жители българи християни и 190 арнаути мохамедани. Между 1896 и 1900 година християнското население на селото преминава под върховенството на Българската екзархия.
Според патриаршеския митрополит Фирмилиан в 1902 година в Горян има 6 сръбски патриаршистки къщи. В 1905 г. всички християнски жители на селото са под върховенството на Българската екзархия. Според секретаря на екзархията Димитър Мишев („La Macédoine et sa Population Chrétienne“) в 1905 година в Горане има 8 българи екзархисти.
При избухването на Балканската война трима души от Горяне са доброволци в Македоно-одринското опълчение. След Междусъюзническата война селото попада в Сърбия. Според Афанасий Селишчев в 1929 година Горьяне е село в Сенокоска община в Долноположкия срез и има 34 къщи с 213 жители българи и албанци.
Според преброяването от 2002 година селото има 70 жители албанци.